# Jaroszlava Vjacseszlavovna Svedova
Jaroszlava Vjacseszlavovna Svedova (oroszul: Ярослава Вячеславовна Шведова; Moszkva, 1987. szeptember 12. –) orosz születésű, párosban kétszeres Grand Slam-tornagyőztes visszavonult kazak teniszezőnő, háromszoros olimpikon.
2005–2021 közötti profi pályafutása során egyéniben egy, párosban tizenhárom WTA-tornát nyert meg. Emellett egyéniben és párosban is egy-egy alkalommal győzött WTA 125K-tornán, és négy egyéni, valamint három páros tornagyőzelmet aratott ITF-versenyen.
Egyéniben kétszer játszott negyeddöntőt a Roland Garroson, 2010-ben és 2012-ben, és egyszer Wimbledonban 2016-ban. Női párosban Vania King oldalán 2010-ben megnyerte Wimbledont és a US Opent, valamint a döntőig jutottak a 2011-es US Openen. A 2015-ös Roland Garroson az ausztrál Casey Dellacqua, 2016-ban Wimbledonban Babos Tímea partnereként szintén döntős volt. Vegyes párosban is játszott Grand Slam-finálét, 2010-ben a Roland Garroson az osztrák Julian Knowle partnereként. Legjobb egyéni világranglista-helyezése a huszonötödik volt, ezt 2012. októberben érte el, párosban 2016. februárban a harmadik helyen állt.
2012-ben a wimbledoni torna harmadik körében úgy nyerte meg 6–0-ra az első játszmát Sara Errani ellen, hogy egyetlen labdamenetet sem veszített. A mindössze tizenöt percig tartó szett során Svedova 24 pontot nyert meg egymás után, teljesítve az „aranyszettet”. A női mezőnyben neki sikerült először ez a bravúr az open éra ideje alatt, korábban is csak egyszer fordult elő, még az 1940-es években. A mérkőzést végül Svedova nyerte 6–0, 6–4-re.
2009–2021 között 43 alkalommal játszott Kazahsztán Fed-kupa-válogatottjában. Kazahsztán képviseletében vett részt a 2012-es londoni olimpia egyéni és páros versenyein, a 2016-os riói olimpia páros versenyén, valamint a 2020-as tokiói olimpia egyéni és vegyes páros versenyén.
2021. október 1-én a Nur-Szultanban rendezett WTA-tornán búcsúzott el az aktív pályafutástól.

## Grand Slam-döntői

### Páros

#### Győzelmei (2)
| Év   | Bajnokság | Borítás | Partner    | Ellenfél a döntőben              | Döntő eredménye  |
| 2010 | Wimbledon | Fű      | Vania King | Jelena Vesznyina Vera Zvonarjova | 7–6(6), 6–2      |
| 2010 | US Open   | Kemény  | Vania King | Liezel Huber Nagyja Petrova      | 2–6, 6–4, 7–6(4) |

#### Elveszített döntői (4)
| Év   | Bajnokság     | Borítás | Partner         | Ellenfél a döntőben                  | Döntő eredménye     |
| 2011 | US Open       | Kemény  | Vania King      | Liezel Huber Lisa Raymond            | 6–4, 6–7(5), 6–7(3) |
| 2015 | Roland Garros | Salak   | Casey Dellacqua | Bethanie Mattek-Sands Lucie Šafářová | 6–3, 4–6, 2–6       |
| 2015 | US Open (2)   | Kemény  | Casey Dellacqua | Martina Hingis Szánija Mirza         | 3–6, 3–6            |
| 2016 | Wimbledon     | Fű      | Babos Tímea     | Serena Williams Venus Williams       | 4–6, 3–6            |

### Vegyes páros

#### Elveszített döntői (1)
| Év   | Bajnokság     | Borítás | Partner       | Ellenfél a döntőben               | Döntő eredménye     |
| 2010 | Roland Garros | Salak   | Julian Knowle | Nenad Zimonjić Katarina Srebotnik | 6–4, 6–7(5), [9–11] |

## WTA-döntői

### Egyéni

#### Győzelmei (1)
| Összesítés           |                        |
| Grand Slam-torna (0) |                        |
| Tier I (0)           | Premier Mandatory* (0) |
| Tier II (0)          | Premier Five* (0)      |
| Tier III (1)         | Premier* (0)           |
| Tier IV (0)          | International* (0)     |
| Tier V (0)           | Challenger* (0)        |

* 2009-től megváltozott a tornák rendszere. Challenger tornákat 2012-től rendeznek.
 Az egymás mellett azonos színnel jelölt tornatípusok között nincs teljes mértékű megfelelés.
| No. | Dátum             | Helyszín                  | Borítás | Ellenfél a döntőben | Eredmény a döntőben |
| 1.  | 2007. február 18. | Bangalore Open, Bengaluru | Kemény  | Mara Santangelo     | 6–4, 6–4            |

#### Elveszített döntői (1)
| No. | Dátum             | Helyszín                | Borítás | Ellenfél a döntőben | Eredmény a döntőben |
| 1.  | 2015. április 19. | Copa Colsanitas, Bogotá | Salak   | Teliana Pereira     | 6–7(2), 1–6         |

### Páros

#### Győzelmei (13)
| Összesítés           |                        |
| Grand Slam-torna (2) |                        |
| Tier I (0)           | Premier Mandatory* (1) |
| Tier II (0)          | Premier Five* (1)      |
| Tier III (0)         | Premier* (2)           |
| Tier IV (0)          | International* (7)     |
| Tier V (0)           | Challenger* (0)        |

* 2009-től megváltozott a tornák rendszere. Challenger tornákat 2012-től rendeznek.
 Az egymás mellett azonos színnel jelölt tornatípusok között nincs teljes mértékű megfelelés.
|     | Dátum                | Torna                                                          | Borítás      | Partner                 | Ellenfelek a döntőben                     | Eredmény a döntőben | Eredmény a döntőben |
| 1.  | 2009. február 15.    | PTT Pattaya Open, Pattaja                                      | Kemény       | Tamarine Tanasugarn     | Julija Bejhelzimer Vitalija Gyjacsenko    | 6–3, 6–2            |                     |
| 2.  | 2010. július 2.      | Wimbledon, London                                              | Fű           | Vania King              | Jelena Vesznyina Vera Zvonarjova          | 7–6(6), 6–2         |                     |
| 3.  | 2010. szeptember 10. | US Open, New York                                              | Kemény       | Vania King              | Liezel Huber Nagyja Petrova               | 2–6, 6–4, 7–6(4)    | (részletek)         |
| 4.  | 2011. július 31.     | Citi Open, Washington                                          | Kemény       | Vania King              | Volha Havarcova Alla Kudrjavceva          | 6–3, 6–3            |                     |
| 5.  | 2011. augusztus 21.  | Western & Southern Open, Cincinnati                            | Kemény       | Vania King              | Natalie Grandin Vladimíra Uhlířová        | 6–4, 3–6, [11–9]    |                     |
| 6.  | 2011. október 23.    | Kreml Kupa, Moszkva                                            | Kemény (f)   | Vania King              | Anastasia Rodionova Galina Voszkobojeva   | 7–6(3), 6–3         |                     |
| 7.  | 2013. március 1.     | Brasil Tennis Cup, Florianópolis, Brazília                     | Kemény       | Anabel Medina Garrigues | Anne Keothavong Valerija Szavinih         | 6–0, 6–4            |                     |
| 8.  | 2013. szeptember 23. | Tashkent Open, Taskent, Üzbegisztán                            | Kemény       | Babos Tímea             | Mandy Minella Volha Havarcova             | 6–3, 6–3            |                     |
| 9.  | 2014. február 28.    | Brasil Tennis Cup, Florianópolis, Brazília                     | Kemény       | Anabel Medina Garrigues | Francesca Schiavone Silvia Soler Espinosa | 7–6(1), 2–6, [10–3] |                     |
| 10. | 2014. április 6.     | Family Circle Cup, Charleston, Egyesült Államok                | Salak (zöld) | Anabel Medina Garrigues | Csan Hao-csing Csan Jung-zsan             | 7–6(4), 6–2         |                     |
| 11. | 2015. május 9.       | Mutua Madrid Open, Madrid, Spanyolország                       | Salak        | Casey Dellacqua         | Garbiñe Muguruza Carla Suárez Navarro     | 6–3, 6–7(4), [10–5] |                     |
| 12. | 2015. október 18.    | Hong Kong Open, Hongkong, Hongkong                             | Kemény       | Alizé Cornet            | Lara Arruabarrena Andreja Klepač          | 7–5, 6–4            |                     |
| 13. | 2016. június 11.     | Rosmalen Grass Court Championships,'s-Hertogenbosch, Hollandia | Fű           | Okszana Kalasnikova     | Xenia Knoll Aleksandra Krunić             | 6–1, 6–1            |                     |

#### Elveszített döntői (15)
|     | Dátum                | Torna                                                       | Borítás    | Partner                 | Ellenfelek a döntőben                      | Eredmény a döntőben | Eredmény a döntőben |
| 1.  | 2008. augusztus 17.  | Western & Southern Financial Group Women’s Open, Cincinnati | Kemény     | Hszie Su-vej            | Marija Kirilenko Nagyja Petrova            | 3–6, 6–4, [8–10]    |                     |
| 2.  | 2010. április 11.    | Andalucia Tennis Experience, Marbella                       | Salak      | Marija Kondratyjeva     | Sara Errani Roberta Vinci                  | 4–6, 2–6            |                     |
| 3.  | 2010. június 19.     | UNICEF Open, ’s-Hertogenbosch                               | Fű         | Vania King              | Alla Kudrjavceva Anastasia Rodionova       | 6–3, 3–6, [6–10]    |                     |
| 4.  | 2011. május 15.      | Internazionali BNL d'Italia, Róma                           | Salak      | Vania King              | Peng Suaj Cseng Csie                       | 2–6, 3–6            |                     |
| 5.  | 2011. szeptember 9.  | US Open, New York                                           | Kemény     | Vania King              | Liezel Huber Lisa Raymond                  | 6–4, 6–7(5), 6–7(3) | (részletek)         |
| 6.  | 2011. október 16.    | HP Open, Oszaka                                             | Kemény     | Vania King              | Date Kimiko Csang Suaj                     | 5–7, 6–3, [9–11]    |                     |
| 7.  | 2012. április 8.     | Family Circle Cup, Charleston                               | Zöld salak | Anabel Medina Garrigues | Anasztaszija Pavljucsenkova Lucie Šafářová | 7–5, 4–6, [6–10]    | (részletek)         |
| 8.  | 2012. május 5.       | Estoril Open, Estoril                                       | Salak      | Galina Voszkobojeva     | Csuang Csia-zsung Csang Suaj               | 6–4, 1–6, [9–11]    | (részletek)         |
| 9.  | 2013. január 5.      | ASB Classic, Auckland                                       | Kemény     | Julia Görges            | Cara Black Anastasia Rodionova             | 6–2, 2–6, [5–10]    |                     |
| 10. | 2015. június 7.      | Roland Garros, Párizs, Franciaország                        | Salak      | Casey Dellacqua         | Bethanie Mattek-Sands Lucie Šafářová       | 6–3, 4–6, 2–6       | részletek           |
| 11. | 2015. augusztus 23.  | Western & Southern Open, Cincinnati, Egyesült Államok       | Kemény     | Casey Dellacqua         | Csan Hao-csing Csan Jung-zsan              | 5–7, 4–6            |                     |
| 12. | 2015. szeptember 13. | US Open, New York, Egyesült Államok                         | Kemény     | Casey Dellacqua         | Martina Hingis Szánija Mirza               | 3–6, 3–6            | részletek           |
| 13. | 2016. április 3.     | Miami Open, Miami, Egyesült Államok                         | Kemény     | Babos Tímea             | Bethanie Mattek-Sands Lucie Šafářová       | 3-6, 4-6            |                     |
| 14. | 2016. július 9.      | Wimbledon, Wimbledon, Nagy-Britannia                        | Fű         | Babos Tímea             | Serena Williams Venus Williams             | 3-6, 4-6            | részletek           |
| 15. | 2017. február 18.    | Qatar Total Open, Doha, Katar                               | Kemény     | Olha Szavcsuk           | Abigail Speras Katarina Srebotnik          | 3-6, 6-7(7)         |                     |

## WTA 125K-döntői: 3 (2–1)

### Egyéni: 1 (1–0)
| Eredmény | No. | Dátum              | Torna                         | Borítás | Ellenfél a döntőben | Eredmény         |
| -------- | --- | ------------------ | ----------------------------- | ------- | ------------------- | ---------------- |
| Győztes  | 1.  | 2015. november 15. | Hua Hin Championships, Huahin | Kemény  | Ószaka Naomi        | 6–4, 6–7(8), 6–4 |

### Páros: 2 (1–1)
| Eredmény | No. | Dátum              | Torna                                      | Borítás | Partner         | Ellenfelek a döntőben                  | Eredmény |
| -------- | --- | ------------------ | ------------------------------------------ | ------- | --------------- | -------------------------------------- | -------- |
| Döntős   | 1.  | 2013. november 3.  | Nanjing Ladies Open, Nanking, Kína         | Kemény  | Csang Suaj      | Doi Miszaki Hszü Ji-fan                | 1–6, 4–6 |
| Győztes  | 1.  | 2013. november 10. | OEC Taipei WTA Ladies Open, Tajpej, Tajvan | Szőnyeg | Caroline Garcia | Anna-Lena Friedsam Alison Van Uytvanck | 6–3, 6–3 |

## ITF döntői

### Egyéni: 7 (4–3)
| $100,000 torna |
| $75,000 torna  |
| $50,000 torna  |
| $25,000 torna  |
| $10,000 torna  |

| Eredmény | No. | Dátum              | Torna                      | Borítás    | Ellenfél             | Eredmény      |
| -------- | --- | ------------------ | -------------------------- | ---------- | -------------------- | ------------- |
| Győztes  | 1.  | 2005. június 18.   | Varsó, Lengyelország       | Salak      | Dominika Nociarová   | 6–2, 7–6(6)   |
| Döntős   | 2.  | 2005. október 9.   | Bolton, Egyesült Királyság | Kemény (f) | Sandra Kleinová      | 6-0, 3-6, 3-6 |
| Győztes  | 3.  | 2006. március 20.  | Amiens, Franciaország      | Kemény (f) | Julie Coin           | 2–6, 7–5, 6–4 |
| Döntős   | 4.  | 2006. április 3.   | Dinan, Franciaország       | Kemény (f) | Bacsinszky Tímea     | 6-4, 5-7, 2-6 |
| Győztes  | 5.  | 2008. augusztus 4. | Monterrey, Mexikó          | Kemény     | Magdaléna Rybáriková | 6–4, 6–1      |
| Döntős   | 6.  | 2012. március 5.   | Irapuato, Mexikó           | Kemény     | Kiki Bertens         | 4–6, 6–2, 1–6 |
| Győztes  | 7.  | 2012. március 18.  | Poza Rica, Mexikó          | Kemény     | Mónica Puig          | 6–1, 6–2      |

### Páros: 4 (3–1)
| Eredmény | No. | Dátum             | Torna                   | Borítás     | Partner             | Ellenfél                             | Eredmény |
| -------- | --- | ----------------- | ----------------------- | ----------- | ------------------- | ------------------------------------ | -------- |
| Döntős   | 1.  | 2005. július 10.  | Darmstadt, Németország  | Salak       | Vaszilisza Bargyina | Vanessa Henke Laura Siegemund        | 4–6, 2–6 |
| Győztes  | 2.  | 2006. március 26. | Amiens, Franciaország   | Salak (f)   | Olga Panova         | Julie Coin Karla Mraz                | 6–4 6–1  |
| Győztes  | 3.  | 2006. április 11. | Biarritz, Franciaország | Salak       | Nyina Bratcsikova   | Klaudia Jans-Ignacik Alicja Rosolska | 6-3, 6-2 |
| Győztes  | 4.  | 2008. október 19. | Ortisei, Olaszország    | Szőnyeg (f) | Marija Koritceva    | Maret Ani Galina Voszkobojeva        | 6-2, 6-1 |

## Eredményei Grand Slam-tornákon

### Egyéniben
| Grand Slam | Australian Open | Australian Open    | Roland Garros | Roland Garros      | Wimbledon     | Wimbledon           | US Open       | US Open             |
| Év         | Eredmény        | Utolsó ellenfél    | Eredmény      | Utolsó ellenfél    | Eredmény      | Utolsó ellenfél     | Eredmény      | Utolsó ellenfél     |
| 2006       | –               | –                  | Selejtező (1) | Selejtező (1)      | 1. kör        | Lisa Raymond        | Selejtező (3) | Selejtező (3)       |
| 2007       | Selejtező (3)   | Selejtező (3)      | 1. kör        | Olha Szavcsuk      | 1. kör        | Szánija Mirza       | 1. kör        | Casey Dellacqua     |
| 2008       | 2. kör          | Amélie Mauresmo    | Selejtező (1) | Selejtező (1)      | Selejtező (2) | Selejtező (2)       | 1. kör        | Agnieszka Radwańska |
| 2009       | 1. kör          | Nagyja Petrova     | 3. kör        | Marija Sarapova    | 2. kör        | Melanie Oudin       | 3. kör        | Gisela Dulko        |
| 2010       | 2. kör          | Tathiana Garbin    | Negyeddöntő   | Jelena Janković    | 2. kör        | Regina Kulikova     | 1. kör        | L. Domínguez Lino   |
| 2011       | –               | –                  | 1. kör        | A. Pavljucsenkova  | 1. kör        | Tamarine Tanasugarn | Selejtező (1) | Selejtező (1)       |
| 2012       | Selejtező (1)   | Selejtező (1)      | Negyeddöntő   | Petra Kvitová      | 4. kör        | Serena Williams     | 2. kör        | Roberta Vinci       |
| 2013       | 1. kör          | Annika Beck        | 2. kör        | Paula Ormaechea    | 2. kör        | Petra Kvitová       | 3. kör        | Serena Williams     |
| 2014       | 1. kör          | Sloane Stephens    | 2. kör        | Pauline Parmentier | 4. kör        | Sabine Lisicki      | 1. kör        | Monica Niculescu    |
| 2015       | 3. kör          | Peng Suaj          | 1. kör        | Ana Ivanović       | 1. kör        | M Lučić-Baroni      | Selejtező (3) | Selejtező (3)       |
| 2016       | 2. kör          | Madison Keys       | 1. kör        | Sz Kuznyecova      | Negyeddöntő   | Venus Williams      | 4. kör        | Serena Williams     |
| 2017       | 1. kör          | Irina-Camelia Begu | 1. kör        | Elina Szvitolina   | –             | –                   | –             | –                   |
| 2018–2020  | –               | –                  | –             | –                  | –             | –                   | –             | –                   |
| 2021       | 1. kör          | Camila Giorgi      | –             | –                  | –             | –                   | 1. kör        | Jasmine Paolini     |

### Párosban
| Grand Slam | Australian Open           | Australian Open                | Roland Garros             | Roland Garros                    | Wimbledon                   | Wimbledon                        | US Open                   | US Open                           |
| Év         | Eredmény Partner          | Utolsó ellenfél                | Eredmény Partner          | Utolsó ellenfél                  | Eredmény Partner            | Utolsó ellenfél                  | Eredmény Partner          | Utolsó ellenfél                   |
| 2007       | –                         | –                              | 1. kör Jill Craybas       | E. Danjilídu J. Wöhr             | –                           | –                                | Negyeddöntő S. Foretz     | Szávay Á. V. Uhlířová             |
| 2008       | 1. kör Olha Szavcsuk      | Květa Peschke Rennae Stubbs    | 1. kör T. Tanasugarn      | S. Cîrstea A. Rezaï              | 2. kör T. Tanasugarn        | L. Raymond S. Stosur             | 1. kör T. Tanasugarn      | Julie Ditty C. Gullickson         |
| 2009       | 1. kör Marija Koritceva   | R. Kops-Jones A. Spears        | 1. kör T. Tanasugarn      | Jill Craybas C. Gullickson       | 2. kör T. Tanasugarn        | I Benešová B. Z.-Strýcová        | 2. kör İpek Şenoğlu       | D. Hantuchová Szugijama Ai        |
| 2010       | 1. kör İpek Şenoğlu       | Csuang Cs-zs. Květa Peschke    | 1. kör Alicja Rosolska    | Lisa Raymond Rennae Stubbs       | Győzelem Vania King         | J. Vesznyina V. Zvonarjova       | Győzelem Vania King       | Liezel Huber N. Petrova           |
| 2011       | –                         | –                              | Elődöntő Vania King       | A. Hlaváčková L. Hradecká        | 2. kör Vania King           | S. Lisicki S. Stosur             | Döntő Vania King          | Liezel Huber Lisa Raymond         |
| 2012       | Negyeddöntő Vania King    | A. Hlaváčková L. Hradecká      | Negyeddöntő Vania King    | M. Kirilenko N. Petrova          | 3. kör G. Voszkobojeva      | Raquel Kops-Jones Abigail Spears | 3. kör Vania King         | Julia Görges Květa Peschke        |
| 2013       | 1. kör Vania King         | Aojama Suko Irina Falconi      | 2. kör Doi Miszaki        | Csang Suaj Cseng Csie            | –                           | –                                | 1. kör Csang Suaj         | A Kudrjavceva Anastasia Rodionova |
| 2014       | 2. kör A Medina Garrigues | A. Hlaváčková Lucie Šafářová   | 1. kör A Medina Garrigues | K Date-Krumm Barbora Strýcová    | 3. kör A Medina Garrigues   | Ashleigh Barty Casey Dellacqua   | 2. kör A Medina Garrigues | Jelena Janković Klára Koukalová   |
| 2015       | 2. kör A Medina Garrigues | Kiki Bertens Johanna Larsson   | Döntő Casey Dellacqua     | B Mattek-Sands Lucie Šafářová    | Negyeddöntő Casey Dellacqua | Martina Hingis Szánija Mirza     | Döntő Casey Dellacqua     | Martina Hingis Szánija Mirza      |
| 2016       | 2. kör Samantha Stosur    | Vania King A Kudrjavceva       | 3. kör Babos Tímea        | M Gaszparjan Sz Kuznyecova       | Döntő Babos Tímea           | Serena Williams Venus Williams   | 3. kör Babos Tímea        | Asia Muhammad Taylor Townsend     |
| 2017       | 3. kör Vania King         | M Lučić-Baroni Andrea Petković | 1. kör Szánija Mirza      | Daria Gavrilova A Pavljucsenkova | –                           | –                                | –                         | –                                 |
| 2018–2020  | –                         | –                              | –                         | –                                | –                           | –                                | –                         | –                                 |
| 2021       | 1. kör Jelena Ribakina    | Hayley Carter Luisa Stefani    | –                         | –                                | –                           | –                                | 1. kör Anna Danilina      | Alexa Guarachi Desirae Krawczyk   |

## Év végi világranglista-helyezései
| Év     | 2002 | 2003 | 2004 | 2005 | 2006 | 2007 | 2008 | 2009 | 2010 | 2011 | 2012 | 2013 | 2014 | 2015 | 2016 | 2017 | 2018 | 2019 | 2020 | 2021 |
| Egyéni | –    | 494. | 756. | 315. | 132. | 89.  | 91.  | 53.  | 39.  | 206. | 29.  | 81.  | 66.  | 82.  | 33.  | 292. | –    | –    | –    | 433. |
| Páros  | 955. | 780. | –    | –    | 242. | 111. | 42.  | 49.  | 7.   | 5.   | 26.  | 59.  | 24.  | 6.   | 14.  | 37.  | –    | –    | –    | 827. |